# Jean Danglars
Pour les articles homonymes, voir Danglars.
Jean Danglars (né à Simeyrols le 24 juillet 1739, mort à Cahors le 15 septembre 1814) est un ecclésiastique qui fut évêque constitutionnel du Lot de 1791 à 1801.

## Biographie
Jean d'Anglars ou Danglars, comme il se nommait lui-même bien que noble, est archiprêtre, curé de Cajarc et très populaire du fait de sa vie édifiante. L'évêque de Cahors Louis-Marie de Nicolaÿ, député du clergé aux États généraux de 1789  s'oppose  à la Constitution civile du clergé. Le candidat pressenti à l'épiscopat constitutionnel Jean-Louis Gouttes est choisi par le diocèse de Saône-et-Loire  et Jean Danglars est élu par défaut le 22 février 1791 évêque constitutionnel du diocèse du Lot et sacré à Paris le 29 avril.
La mort de l'évêque insermenté en juillet suivant avant la fin de la session parlementaire le laisse face à Charles-Nicolas de Becave († 1813) qui dirige le clergé réfractaire avec le titre de vicaire apostolique et qui est emprisonné à Cahors en 1793-1794. La faiblesse du clergé jureur l'oblige à recruter des prêtres de faible valeur dont beaucoup apostasient pendant la Terreur. Jean Danglars tente en vain en 1795 de reconstituer son clergé.
L'évêque constitutionnel est encore présent à Paris lors du Concile de 1797 mais il s'abstient de paraître à celui de 1801. Après le Concordat de 1801, il devient l'ami du  nouvel évêque concordataire de Cahors Guillaume-Balthazar Cousin de Grainville qui le nomme chanoine titulaire de Cahors. Il meurt en 1814 en pleine communion avec l'Église catholique.